# Grijs kenteken
Het grijs kenteken is in Nederland de benaming van het kenteken van voertuigen die een belastingvoordeel hebben. Dit zijn meestal bestelwagens. Het grijze kenteken is te herkennen aan het nummerbord. De eerste letter is dan een B of een V. Aanvankelijk was het kentekenbewijs deel I grijs, daar komt dan ook de naam 'grijs kenteken' vandaan. Later was deze groen, en sinds de invoering van het kentekenbewijs op creditcardformaat, ook wel kentekencard genoemd, wijkt deze niet meer af van een normaal, "geel" kenteken. De kleur van de kentekenplaat zelf is, net als bij personenwagens, altijd blauw of geel geweest.
Het Nederlands kabinet kwam in september 2004 met een voorstel om de belastingvoordelen van bestelauto's, het zogenoemde grijs kenteken, voor iedereen af te schaffen. Op voorstel van de Tweede Kamer is in 2005 het grijs kenteken behouden voor ondernemers en wordt alleen het onbedoelde gebruik door particulieren bestreden.
Ook voor bestelauto’s met een bijzondere inrichting voor gehandicapten, blijft het grijs kenteken bestaan.